# Bettina Glatz-Kremsner
Bettina Glatz-Kremsner, geboren als Bettina Kremsner (* 30. September 1962 in Wien) ist eine österreichische Managerin und ehemalige Politikerin (ÖVP). Vom 1. Mai 2019 bis Ende März 2022 war sie Generaldirektorin der Casinos Austria und Vorstandsvorsitzende der Österreichischen Lotterien.

## Leben
Glatz-Kremsner wuchs in Budapest auf, der Vater war Leiter des dortigen Kulturinstituts, die Mutter Hausfrau. In Budapest besuchte sie auch die englischsprachige Grundschule und ein ungarisches Gymnasium. 1980 übersiedelte sie für das Studium der Handelswissenschaften an der Wirtschaftsuniversität Wien nach Österreich.
Ihre berufliche Laufbahn startete Glatz-Kremsner im Jahr 1990 als Operationsmanagerin bei den Österreichischen Lotterien. Im Jahr darauf wurde sie Geschäftsführerin der damaligen ungarischen Tochtergesellschaft Lotto Union und hatte diese Position bis 1997 inne. Im Jahr 1998 wurde sie Assistentin des Vorstandes der Casinos Austria AG sowie stellvertretende Leiterin der Stabsabteilung Vorstandssekretariat und Controlling der Österreichischen Lotterien. Im Jahr 2006 wurde sie Vorstandsdirektorin der Österreichischen Lotterien, und seit 2010 ist sie im Vorstand der Casinos Austria AG.
Seit Dezember 2013 ist sie Mitglied des Aufsichtsrates der Casinos Austria International Holding GmbH. Darüber hinaus ist sie Mitglied des Aufsichtsrats der Flughafen Wien AG. Seit Jänner 2016 führt mit Glatz-Kremsner als Nachfolgerin von Burkhard Hofer erstmals eine Frau den Aufsichtsrat der EVN AG.
Glatz-Kremsner ist seit Jänner 2013 Honorarkonsulin der Republik Ungarn mit Wirkungsbereich Wien und Niederösterreich.
Am 1. Juli 2017 wurde sie zur Bundesparteiobmann-Stellvertreterin der Österreichischen Volkspartei gewählt und hatte diese Funktion bis Ende April 2019 inne. Neben Sebastian Kurz, Elisabeth Köstinger, Gernot Blümel und Stefan Steiner gehörte sie der Steuerungsgruppe der ÖVP im Zuge der Regierungsbildung nach der Nationalratswahl 2017 an, wobei sie den Cluster "Standort" in den Regierungsverhandlungen leitete.
Von 1. März 2018 bis Ende Februar 2023 war sie Mitglied des Generalrates der Oesterreichischen Nationalbank, sie folgte in dieser Funktion Anna-Maria Hochhauser nach.
Am 1. Mai 2019 folgte sie Alexander Labak als Generaldirektorin der Casinos Austria und Vorstandsvorsitzende der Österreichischen Lotterien nach. Für den Wechsel innerhalb der Casinos Austria von der Position einer Finanzvorständin zur Generaldirektorin erhielt sie 1,6 Millionen Euro Abfertigung. Am 1. April 2022 folgte ihr Erwin van Lambaart als Generaldirektorin der Casinos Austria und Vorstandsvorsitzende der Österreichischen Lotterien nach.
Im Oktober 2023 wurde Glatz-Kremsner von der Wirtschafts- und Korruptionsstaatsanwaltschaft wegen des Vorwurfs der Falschen Beweisaussage vor dem Landesgericht für Strafsachen Wien angeklagt. Der Prozess gegen sie und die Mitangeklagten Sebastian Kurz und Bernhard Bonelli begann am 18. Oktober 2023. Am selben Tag wurde das Verfahren gegen Glatz-Kremsner durch Diversion eingestellt, die Geldbuße wurde mit 104.060 Euro festgesetzt. Die Zustimmung zur Diversion gilt weder als Geständnis noch als Schuldanerkenntnis.

## Privates
Bettina Glatz-Kremsner ist mit dem Pädagogen Peter Glatz verheiratet. Sie ist Mutter eines Sohnes und lebt in Pöggstall.

## Werke
- Bettina Kremsner: Wirtschaftliche Aspekte der Dorferneuerung unter besonderer Berücksichtigung der Beschäftigungseffekte, Hochschulschrift der Wirtschaftsuniversität Wien, 1990

## Auszeichnungen
- 2016: Silbernes Komturkreuz des Ehrenzeichens für Verdienste um das Bundesland Niederösterreich[13]
- 2015: Großes Ehrenzeichen für Verdienste um die Republik Österreich[2]